# Quella Vecchia Locanda
Quella Vecchia Locanda foi um grupo italiano de rock progressivo em atividade entre 1970 e 1974.

## História
O grupo musical romano se forma no início dos anos 1970 e tocou um rock progressivo com estilo sinfônico. Os componentes da banda inicialmente são cinco, todos com preparação musical clássica e grande amor pelos compositores barrocos, em particular, Vivaldi, Bach e Brahms. O nome fantasioso derivava do fato que no início a banda se reunia para realizar os seus ensaios em uma pensão abandonada. O primeiro período de atividade do grupo, do início de 1970 até a metade de 1972, é ocupado de uma intensa atividade ao vivo que recolhe um discreto sucesso. Em 1971, uma música é selecionada para a compilação de rock progressivo intitulada Progressive Voyage. Em torno do fim daquele ano, o grupo grava um concerto no Voom Voom de Roma, que será publicado em CD pela Mellow Records somente em 1993. A consagração do grupo chega em 1972 com sua exibição ao Festival Pop de Villa Pamphili. A banda depois é contratada pela pequena etiqueta discográfica Help!.
Em 1972, é publicado o homônimo álbum de estreia do grupo. O trabalho é conceitual contendo uma esplêndida capa, que apresenta uma linha musical melódica, com frequentes passagens sinfônicas, atmosferas de sonho, letras cujo tema é a fábula, além de algumas passagem em estilo hard rock. Frequentes são as influências de inspiração vivaldiana. Particularmente em evidência estão a flauta, com claras referências ao estilo do Jethro Tull, o violino elétrico tocado pelo virtuoso Donald Lax. Encorajados pelo bom sucesso do álbum, o grupo continua em atividade ao vivo participando também da Controcanzonissima , organizada pelo programa Ciao 2001, além de duas edições do Festival di Musica d'Avanguardia e di Nuove Tendenze. Nesse ínterim, ocorre uma mudança de formação, com a saída de Lax e do baixista Coletta, substituídos por Filice, ao violino, e Giorgi, ao baixo, o elenco se prepara para a realização do segundo e último LP Il tempo della gioia. O álbum não não tem o som pretendido do anterior, com diversas concessões ao estilo precioso. O som, porém, é menos inspirado no que tange ao precedente com exceção da ótima title track. Portanto, a aceitação do público e da crítica são inferiores. As dificuldades de encontrar um espaço no mercado, particularmente recheado de produtos musicais de igual teor, e a falta de sustentação da crítica levam o grupo à dissolução.

## Formação
- Giorgio Giorgi - voz, flauta (1970-1974)
- Raimondo Maria Cocco - guitarra, clarinete (1970-1974)
- Massimo Roselli - teclado, voz (1970-1974)
- Romualdo Coletta - baixo (1970-1972)
- Massimo Giorgi - baixo (1974)
- Patrick Traina - percussões (1970-1974)
- Donald Lax - violino (1970-1972)
- Claudio Filice - violino (1974)

## Discografia

### Álbum
- 1972 - Quella Vecchia Locanda (Help!, ZSLH 55091)
- 1974 - Il Tempo Della Gioia (RCA Italiana TPL-1 1015)

### Live
- 1993 - Live (Mellow Records MMP 159)

### 45 rotações
- 1974 - Villa Doria Pamphili (RCA Italiana]] TPBO 1031)
- 1993 - Io Ti Amo (Mellow Records MMP 164)

1. ↑  Da John's Classic rock - Quella Vecchia Locanda